# ماركو دي لوريتو
ماركو دي لوريتو (بالإيطالية: Marco Di Loreto)‏ (28 سبتمبر 1974 بتيرني في إيطاليا - ) هو مدرب كرة قدم ولاعب كرة قدم إيطالي في مركزي قلب الدفاع والدفاع. لعب مع فيورنتينا ونادي بيروجيا ونادي تورينو ونادي أريتسو وASD Narnese Calcio ‏ وفيتربيسي 1908.

## روابط خارجية
- ماركو دي لوريتو على موقع قاعدة بيانات كرة القدم.إي يو (الإنجليزية)
- ماركو دي لوريتو على موقع عالم كرة القدم.نت (الإنجليزية)